# مجزرة دوار الكويت
مجزرة دوار الكويت (25 يناير 2024) أو مجزرة الأفواه الجائعة هي مجزرة ارتكبها سلاح جوّ الإحتلال الإسرائيلي يوم الخميس الموافق 25 يناير/كانون الثاني 2024. حيثُ استهدفت هذه الغارات دوّار الكويت شمال غزة. هذه المجزرة من ضمن عدة مجازر وقعت خلال الحرب الفلسطينية الإسرائيلية 2023-2024. تسبّبت هذه المجزرة الإسرائيليّة والتي استهدفت مئات الفلسطينيين الجوعى والذين توجهوا لدوار الكويت للحصول على المساعدات عند دوار الكويت إلى استشهاد أكثر من 25 شهيدًا بالإضافة إلى مئات الإصابات.

## خلفية الحدث
شنّ سلاح الجو الإسرائيلي عشرات الغارات العشوائيّة على القطاع متسبّبة في مقتل عشرات المدنيين وتدمير البنية التحتية لمدن القطاع، ليصل حد فرض إغلاق شامل وقطع متعمد لكل الخدمات من ماء وكهرباء وغاز، وهو ما هدَّد حياة أكثر من مليونَي فلسطيني يعيشُ داخل القطاع الذي يُعاني أصلًا من تبعات الحصار الخانق عليهم منذ ستة عشر عاماً.

## المجزرة
أبلغت وكالة الأمم المتحدة أهالي مدينة غزة بالحضور لاستلام مساعدات على دوار الكويت بالقرب من شارع صلاح الدين، وبعد تجمهر الناس وانتظارهم لشاحنات المساعدات استهدفتهم طائرات الاحتلال بشكل مباشر. وأطلق الجيش الإسرائيلي قذائف مدفعية ورصاصاً بشكل كثيف، باتجاه الذين كانوا بانتظار شاحنات المساعدات الإنسانية القادمة من رفح، عند الدوار على طريق صلاح الدين في حي الزيتون جنوب شرقي مدينة غزة.

## ردود الفعل
- حركة حماس: «إن استهداف هؤلاء المدنيين بجريمة حرب مروعة، وقالت إن تكرار هذه الجرائم يعبر عن استخفاف الاحتلال بحياة البشر والقوانين الدولية، أن هذه القوانين تنتهك بضوء أخضر أميركي. وندعوا الأمم المتحدة إلى تحمل مسؤوليتها من خلال اتخاذ مواقف حازمة لوقف هذه الجرائم ومحاسبة مرتكبيها.»[9]
- وزارة الصحة الفلسطينية (قطاع غزة): «أن "الاحتلال الإسرائيلي ارتكب مجزرة جديدة بحق آلاف الأفواه الجائعة التي كانت تنتظر المساعدات الإنسانية عند دوار الكويت في غزة، راح ضحيتها ما يزيد عن 25 شهيدا و150 إصابة وعدد الشهداء مرشح للزيادة نتيجة عشرات الإصابات الخطيرة التي وصلت إلى مجمع الشفاء الطبي الذي يفتقر للإمكانيات الطبية.»[10]
- المرصد الأورومتوسطي لحقوق الإنسان: «قوات الجيش الإسرائيلي تواصل قتل الفلسطينيين خلال انتظارهم استلام المساعدات جنوبي مدينة غزة، في وقت تتفشى فيه المجاعة شمالي القطاع؛ ما يؤكد الإصرار على ارتكاب جريمة الإبادة الجماعية ضد السكان المدنيين في القطاع منذ السابع من تشرين أول/ أكتوبر من العام الماضي. وثق المرصد استخدام الجيش الإسرائيلي قذائف المدفعية لاستهداف المئات من المدنيين الجوعى الذين تجمعوا على طريق صلاح الدين قرب دوار الكويت جنوب شرقي مدينة غزة، بانتظار شاحنات للأمم المتحدة تحمل مساعدات محدودة، ما أدى إلى عدد من القتلى والجرحى.»[11]